# Dieta de Tolosa (801)
La dieta de Tolosa del 801 fou una assemblea general del regne d'Aquitània celebrada a Tolosa, la capital, on es van tractar diversos afers i entre les qüestions militars la conquesta de Barcelona i una revolta dels gascons.
Segons sembla el comte de Fesenzac, Burdungió havia mort i al seu lloc havia estat nomenat el noble Liutard (després Liutard I de París), fill del comte de París; per raons desconegudes la noblesa gascona local se li van oposar, es va revoltar i va atacar les seves forces matant una part i capturant la resta als que van cremar vius. Els nobles implicats a la revolta foren cridats a la cort de Lluís i encara que van posar obstacles a comparèixer, finalment ho van fer i foren condemnats a mort i alguns van patir la pena del talió i foren cremats vius. Després de l'assemblea Lluís va marxar amb l'exèrcit per iniciar el setge de Barcelona.

## Nota
1. ↑  segurament un noble borgonyó
2. ↑  això va passar segurament el 799 o 800